# Batalla de Olmedo (1445)
La primera batalla de Olmedo tuvo lugar el 19 de mayo de 1445 extramuros de la villa castellana del mismo nombre, y no debe confundirse con la segunda, algunos años posterior, que tuvo lugar el 20 de agosto de 1467. Puso punto final a la guerra civil castellana de 1437-1445. 
Los precedentes hay que buscarlos en Medina del Campo, cuando el rey Juan II de Castilla y su valido Álvaro de Luna decretaron la confiscación de las rentas que Juan de Navarra obtenía de dicha villa. El rey navarro invadió entonces Castilla con un fuerte ejército apoyado por su hermano Alfonso V de Aragón.
De Medina del Campo partió el rey castellano con su ejército con la intención de detener el avance de sus enemigos los Infantes de Aragón, que habían franqueado ya los puertos de la sierra de Guadarrama con el ejército navarro-aragonés, ampliado por algunos nobles castellanos afines a la causa de los Infantes. El encuentro se produjo en Olmedo con el resultado de una victoria rápida de la causa castellana. Los infantes de Aragón quedaron así eliminados del mapa político de Castilla.

## Antecedentes
Meses después del golpe de Rámaga de julio el 1443, por el que la Liga nobiliaria encabezada por el infante de Aragón y rey consorte de Navarra don Juan se apoderó de la persona del rey de Castilla Juan II, el príncipe de Asturias don Enrique, aliado con el condestable de Castilla don Álvaro de Luna, le declaró la guerra a don Juan de Navarra mediante un manifiesto hecho público el 29 de marzo de 1444 en el que hacía un llamamiento dirigido especialmente a las comarcas castellanas fronterizas con Navarra para que todos se sumaran a la lucha para liberar al rey Juan II, expulsar a los «extranjeros» y atacar las poblaciones del reino vecino. El documento finalizaba con el ofrecimiento del perdón a los miembros de la Liga nobiliaria que se pasaran a sus filas asegurándoles que el condestable don Álvaro de Luna «es mío e en mi casa e vive conmigo, e ha de facer las cosas que yo le mandare e dixere después del rey mi señor e que fuesen su servicio e mío».
Tras la declaración de guerra el príncipe de Asturias movilizó sus huestes, las del condestable y las de los nobles que le apoyaban ―el arzobispo de Toledo, el conde de Alba, el conde de Haro, el conde de Plasencia, el conde de Castañeda e Íñigo López de Mendoza― hacia Burgos, a donde llegaron a principios de junio, mientras que las huestes de don Juan de Navarra se atrincheraban en Pampliega, a solo seis leguas de Burgos, tras trasladar al rey al castillo de Portillo quedando bajo la custodia de su señor el conde de Castro, aunque luego don Juan se replegó a Palencia tras recibir la noticia de que el rey Juan II se había escapado del castillo de Portillo el 16 de junio gracias a la ayuda de la reina María, que había cambiado de bando pues hasta entonces había colaborado con sus hermanos los infantes de Aragón don Juan y don Enrique ―poco después en Mojados la reina se comprometió con el rey a secundarle «contra todas las personas del mundo, aunque fuesen de estado real y le fuessen allegados en cualquier grado» y a procurar que «consiguiese entera libertad de su persona y pudiesse regir y rigiesse sus reynos libremente»―. Finalmente don Juan se retiró hacia la frontera navarra, aunque sin cruzarla a la espera de la intervención de su hermano el rey de Aragón Alfonso el Magnánimo ya que la declaración de guerra del príncipe de Asturias violaba la concordia de Toledo de 1436.
La retirada de don Juan fue aprovechada por el rey Juan II para apoderarse de sus principales posesiones castellanas y así fueron tomadas Medina del Campo, Olmedo, Roa y Peñafiel: esta última localidad cayó el 16 de agosto tras un mes de asedio. Así que cuando diez días después llegaron los embajadores de Alfonso el Magnánimo a la corte castellana, situada en aquel momento en la aldea de Torresandino, poco pudieron hacer para convencer a Juan II para que volviera a lo estipulado en la Concordia de Toledo y devolviera las plazas que había ocupado. Además el rey castellano exigió la salida de «sus reynos» del rey de Navarra y para a ello ordenó que una hueste compuesta por 1500 hombres se dirigiera a la frontera con aquel reino, mientras otro ejército comandado por el príncipe de Asturias y el condestable don Álvaro de Luna cruzaba la sierra de Guadarrama para ocupar las tierras de la Orden de Santiago, cuyo maestre era el infante de Aragón don Enrique, y de la Orden de Calatrava, cuyo maestre era el hijo bastardo del rey de Navarra don Alfonso.
El 25 de septiembre de 1444 se acordó una tregua de cinco meses entre los dos bandos contendientes que sin embargo el rey Juan II aprovechó para confiscar todas las posesiones castellanas de los infantes de Aragón. De ahí que una nueva embajada del rey de Aragón Alfonso el Magnánimo no lograra ningún resultado a pesar de que sus miembros amenazaron al rey castellano con que podría acontecerle «massa gran molestia e congoxa» si no daba pasos hacia la reconciliación en «benivolència e fraternal afecció e caritat» con sus primos los infantes de Aragón don Enrique y don Juan. Ante el fracaso de la embajada aragonesa don Juan de Navarra se preparó para la guerra, para lo que consiguió que las Cortes de Navarra, reunidas en Olite, aprobaran entre diciembre de 1444 y febrero de 1445 un importante donativo de dinero con el fin de defender el reino de Navarra ante un posible ataque castellano. Además recabó la intervención de su hermano el rey de Aragón Alfonso el Magnánimo. Mientras tanto el infante de Aragón don Enrique se había replegado con sus huestes hacia Lorca donde estaba reuniendo tropas reclutadas en el sur del Reino de Valencia.

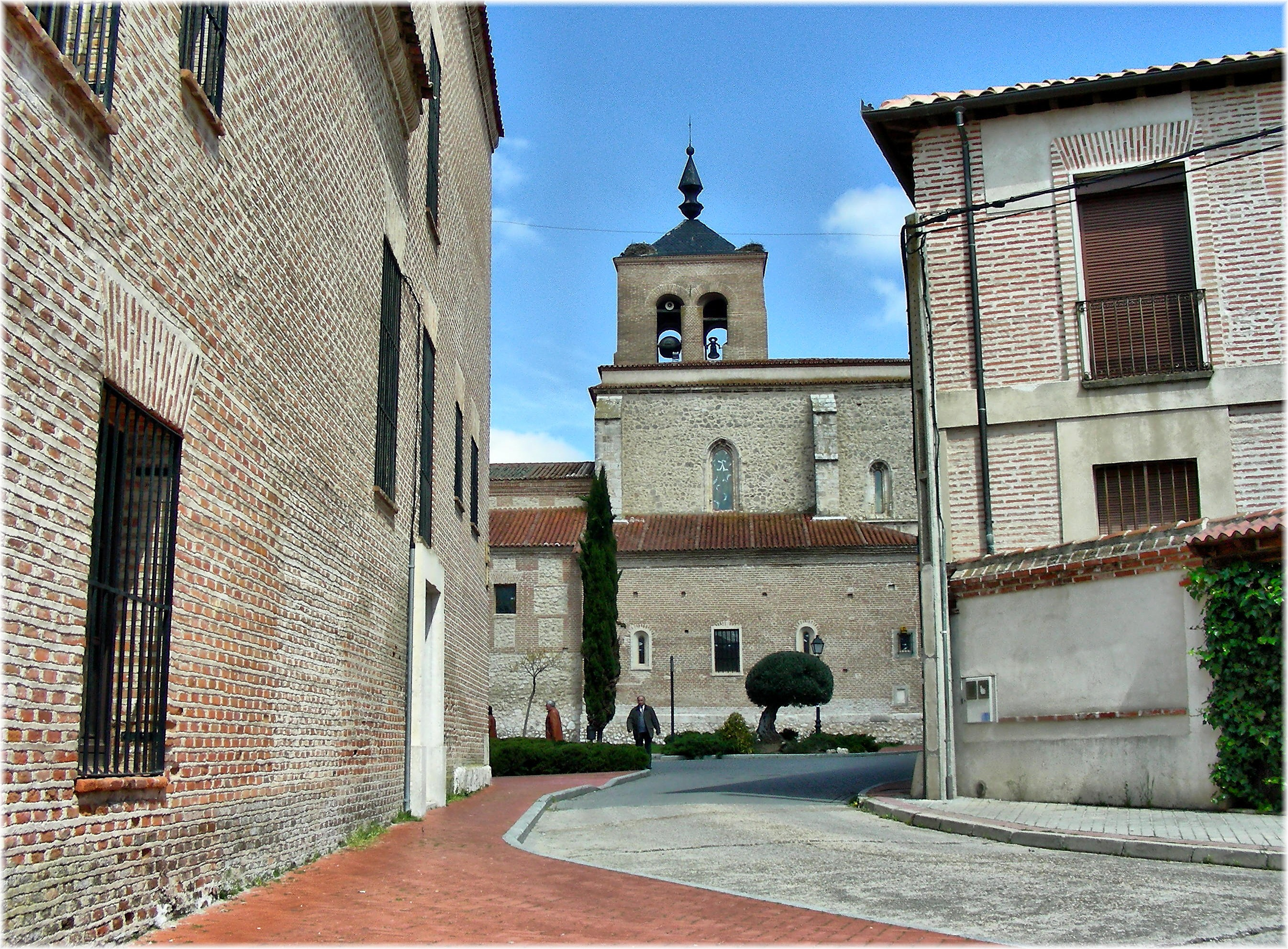
Olmedo en la actualidad.

Finalizada la tregua en febrero de 1445, Juan de Navarra invadió el reino de Castilla y León por la cuenca del Henares y desde Atienza tomó Alcalá la Vieja, Alcalá de Henares, Torija y Santorcaz. El rey de Castilla reaccionó conduciendo sus huestes hacia El Espinar ―donde conoció la noticia de la muerte de su esposa la reina María y la de la hermana de esta la reina Leonor de Portugal― para dirigirse después hacia La Alcarria pasando por Madrid y por San Martín de Valdeiglesias, con el fin de evitar la unión del ejército de don Juan con el de su hermano don Enrique que avanzaba desde el sur, objetivo que no consiguió. Reunidos en Santorcaz los dos infantes de Aragón decidieron atacar Alcalá de Henares, que acababa de ser recuperada por Juan II, y si el rey castellano allí no presentaba batalla avanzar hacia Olmedo donde se unirían a las huestes de los nobles castellanos que los apoyaban, entre los que destacaban el almirante de Castilla y el conde de Benavente. Como ha destacado Jaume Vicens Vives, «era una maniobra arriesgada, que obligaba a un choque definitivo». Llegaron a Olmedo el 24 de marzo, donde se abrieron nuevas negociaciones entre el rey de Castilla y el rey de Navarra pero éstas no llegaron a buen término porque tanto el condestable don Álvaro de Luna, por el bando realista, como el infante don Enrique, por el bando de la Liga, buscaban dilucidar el conflicto por la vía de las armas.

## Desarrollo de la batalla
Olmedo se encontraba en poder de Juan II de Navarra, mientras que en el real de Olmedo se habían celebrado cuatro días antes cortes que apoyaban a Juan II como rey de Castilla, en detrimento de los Infantes de Aragón, que habían tratado de controlarlo.
El miércoles 19 de mayo de 1445, el príncipe Enrique, futuro Enrique IV de Castilla se acercó imprudentemente a caballo a la muralla de la villa. Entonces sus defensores salieron en su persecución. Las tropas castellanas atacaron entonces intentando repelerlos y el combate se generalizó. El bando realista se organizó en cuatro cuerpos:
- Uno dirigido por Íñigo López de Mendoza, y el condestable De Luna.
- Otro con el conde de Alba de Tormes al mando.
- Otro mandado por el príncipe Enrique, con la participación de su mayordomo Juan Pacheco y del obispo de Cuenca Lope de Barrientos.
- Un cuarto dirigido por Gutierre de Sotomayor, el maestre de la Orden de Alcántara.

El bando de los Infantes de Aragón contaba con el apoyo de nobles familias castellanas, como los Enríquez y los Pimentel.
La batalla comenzó a las cinco de la tarde del 19 de mayo de 1445, dos horas antes de la puesta del sol, y en el transcurso de la misma chocaron por un lado las huestes del condestable con las del infante don Enrique y por otro las del rey Juan II con las del rey de Navarra. La victoria fue para el bando realista gracias a que los peones castellanos lograron imponerse con sus arcos y lanzas a la caballería feudal del bando de los infantes, aunque también resultó decisivo que el infante don Enrique, el principal general de su bando, tuviera que abandonar la batalla en un momento crítico a causa de una herida que sufrió durante los combates ―«no un puntazo en la mano, como generalmente se escribe, sino un lanzazo que le atravesó la palma de la mano y toda la parte inferior del brazo», afirma el historiador Jaume Vicens Vives―. El infante don Enrique y su hermano el infante don Juan lograron refugiarse en Olmedo, mientras el resto de los nobles que les apoyaban eran hechos prisioneros, como el almirante de Castilla y el conde de Castro ―el conde de Medinaceli se había cambiado de bando en el transcurso de la batalla―. Al día siguiente los infantes partieron en una «loca huida» para Aragón llegando a Calatayud. Allí murió el 15 de julio el infante don Enrique como consecuencia de la herida sufrida en la batalla de Olmedo.
La batalla fue cruenta para su época, pues hubo 22 muertos y numerosos heridos.

## Consecuencias
Para intentar evitar que el condestable don Álvaro de Luna recuperara el enorme poder que había detentado entre 1430 y 1439 ―desde las treguas de Majano al acuerdo de Castronuño―, el príncipe de Asturias don Enrique consiguió atraerse el apoyo de los nobles del bando de los infantes ―entre otros, el almirante de Castilla y los condes de Benavente, Castro y Plasencia― al lograr que su padre el rey les concediera el perdón y no confiscara sus posesiones. Pero el condestable y sus partidarios y el propio príncipe de Asturias y su consejero Juan de Pacheco se apoderaran de todos los bienes y títulos de los infantes de Aragón, con lo que, como ha señalado el historiador Jaume Vicens Vives, la victoria de Olmedo no sirvió para reforzar la monarquía castellana, aunque la «autoridad real recuperó gran parte de sus preeminencias en el país», sino que «sólo sirvió para una nueva distribución de prebendas y patrimonios». Así don Álvaro de Luna fue el nuevo maestre de la Orden de Santiago y además recibió el condado de Alburquerque y el señorío sobre las villas de Trujillo, Medellín y Cuéllar; y don Íñigo López de Mendoza recibió el marquesado de Santillana y el condado del Real de Manzanares. Por su parte el príncipe de Asturias don Enrique recibió las ciudades de Logroño, Ciudad Rodrigo y Jaén y la villa de Cáceres, mientras que Juan Pacheco recibía el importante marquesado de Villena además de algunos lugares de la frontera con el reino de Portugal, y su hermano Pedro Girón obtenía el maestrazgo de la Orden de Calatrava.
En recuerdo del combate se levantó una ermita, con el nombre de Sancti Spiritus de Batalla.
La batalla y el enfrentamiento asociado se citan en las Coplas del alcayde Pedro de Escavias y en las Coplas de la panadera.